# Fenimorea marmarina
Fenimorea marmarina é uma espécie de gastrópode do gênero Fenimorea, pertencente a família Drilliidae.